# Tianjin Auto Works
Tianjin Auto Works war ein Hersteller von Automobilen aus der Volksrepublik China.

## Unternehmensgeschichte
Das Unternehmen aus der Stadt Tianjin begann 1965 mit der Serienproduktion von Automobilen. Der Markenname lautete ab 1968 Tianjin. 1975 endete die Pkw-Produktion zunächst. Weitere Marken, die diesem Unternehmen zugeordnet werden, sind Heping und Tientsin. Zwischen 1986 und 1987 wurden erneut Personenkraftwagen hergestellt, die nun als Xiali vermarktet wurden. Aus einer Nachfolgegesellschaft wurde später Tianjin FAW Xiali Automobile.

## Fahrzeuge
Das Unternehmen übernahm 1965 von Beijing Automobile Works die Produktion von Geländewagen. Der von 1968 bis 1975 gefertigte Tianjin TJ 740 hatte einen Vierzylindermotor mit 1800 cm³ Hubraum. Die viertürige Karosserie bot Platz für vier Personen. 1974 entstanden etwa 100 Fahrzeuge. Der Beijing BJ210 wurde als Tianjin BJ 210 C gefertigt.
Ein Modell war der Nachfolger des Tientsin, der von 1951 bis 1968 produziert wurde. Der Hersteller ist nicht explizit überliefert. Die Autoren Harald Linz und Halwart Schrader beschreiben Tianjin und Tientsin im gleichen Kapital in ihrer Enzyklopädie. Tientsin ist ein anderer Name für die Stadt Tianjin. Genannt ist auch ein Tianjin TC 210 als Nachfolger des Tientsin TJ 210. Eine weitere Quelle bestätigt, dass das Unternehmen bereits 1952 Geländewagen herstellte.
Vom Heping (auch He-Ping) entstanden zwischen 1958 und 1960 zwei Prototypen. Hersteller war entweder Tianjin Auto Works, Tianjin Auto Repair Works oder Tientsin Motor Vehicle Repair & Assembly Factory. Das erste Fahrzeug war eine Kopie des Toyopet Crown. Die Daten Vierzylindermotor mit 1453 cm³ Hubraum, Dreiganggetriebe und 2538 mm Radstand waren identisch. Das chinesische Kennzeichen lautete 1*10691. Das zweite Fahrzeug von 1960 war größer und wies Stylingelemente von Packard und vom GAZ-13 Tschaika auf. Eine weitere Quelle bestätigt, dass das Unternehmen ab 1958 an Pkw-Prototypen arbeitete.